# Giada (nome)
Giada  è un nome proprio di persona italiano femminile. 

## Varianti in altre lingue
- Francese: Jade[3]
- Inglese: Jade[3][4], Jayde[3], Jada[3][4], Jaida[3], Jayda[3][4]
  - Maschili: Jade[3][4]
- Spagnolo: Jada
- Tedesco: Jade

## Origine e diffusione

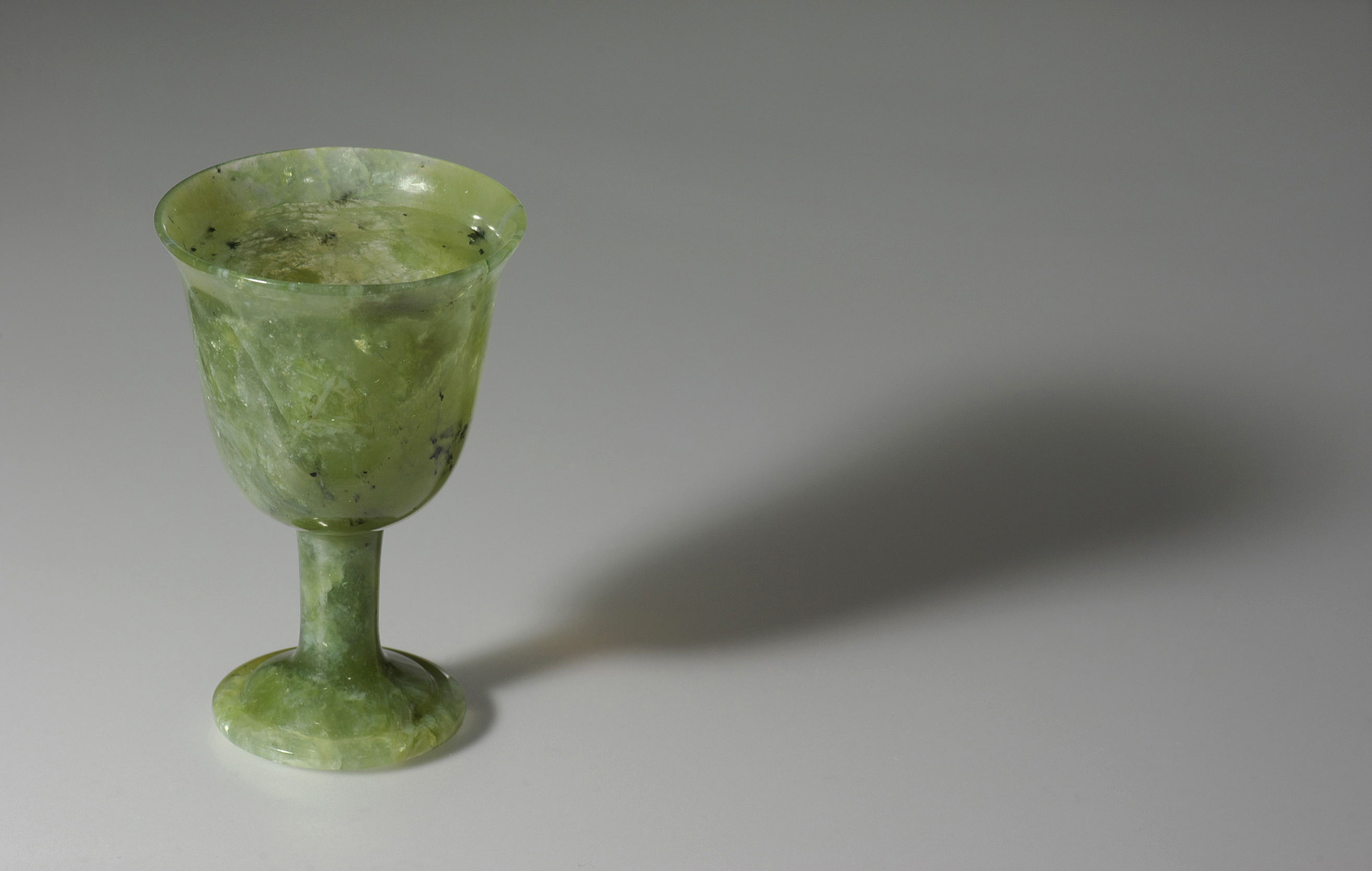
Un piccolo calice di giada

È un nome affettivo, che richiama l'omonima pietra preziosa e fa quindi parte di quella gamma di nomi ispirati a gemme, quali Ambra, Esmeralda, Diamante, Perla e via dicendo.
Anticamente si pensava che la giada avesse proprietà terapeutiche nei confronti delle malattie renali, una credenza alla quale deve il suo nome. "Giada" deriva infatti dallo spagnolo piedra de la ijada, cioè "pietra del fianco" o "pietra delle viscere", o anche "pietra delle coliche" (etimologicamente, ijada viene dal latino volgare iliata, a sua volta dal latino ileus, che vuol dire appunto "colica"). Questa credenza era già diffusa tra i greci, che la chiamavano infatti "nefrite" (da νεφρός, nephros, "rene").
La diffusione di questo nome in Italia è recente; secondo l'ISTAT è stato il decimo per diffusione tra le nuove nate del 2006 e il tredicesimo del 2004. Nei paesi anglofoni, la forma Jade cominciò ad essere usata nel tardo XIX secolo, insieme con altri nomi tratti da pietre preziose; all'epoca, era più usato come nome maschile poiché in inglese jade è un termine che indica anche una vecchia petulante o un cavallo sfiancato (con un'etimologia del tutto non correlata); la situazione si capovolse negli anni Settanta, allorché Mick Jagger chiamò così sua figlia.

## Onomastico
Il nome è adespota, non esistendo sante che lo abbiano portato. L'onomastico si può festeggiare il 1º novembre, giorno di Ognissanti.

## Persone
- Giada Arena, attrice italiana

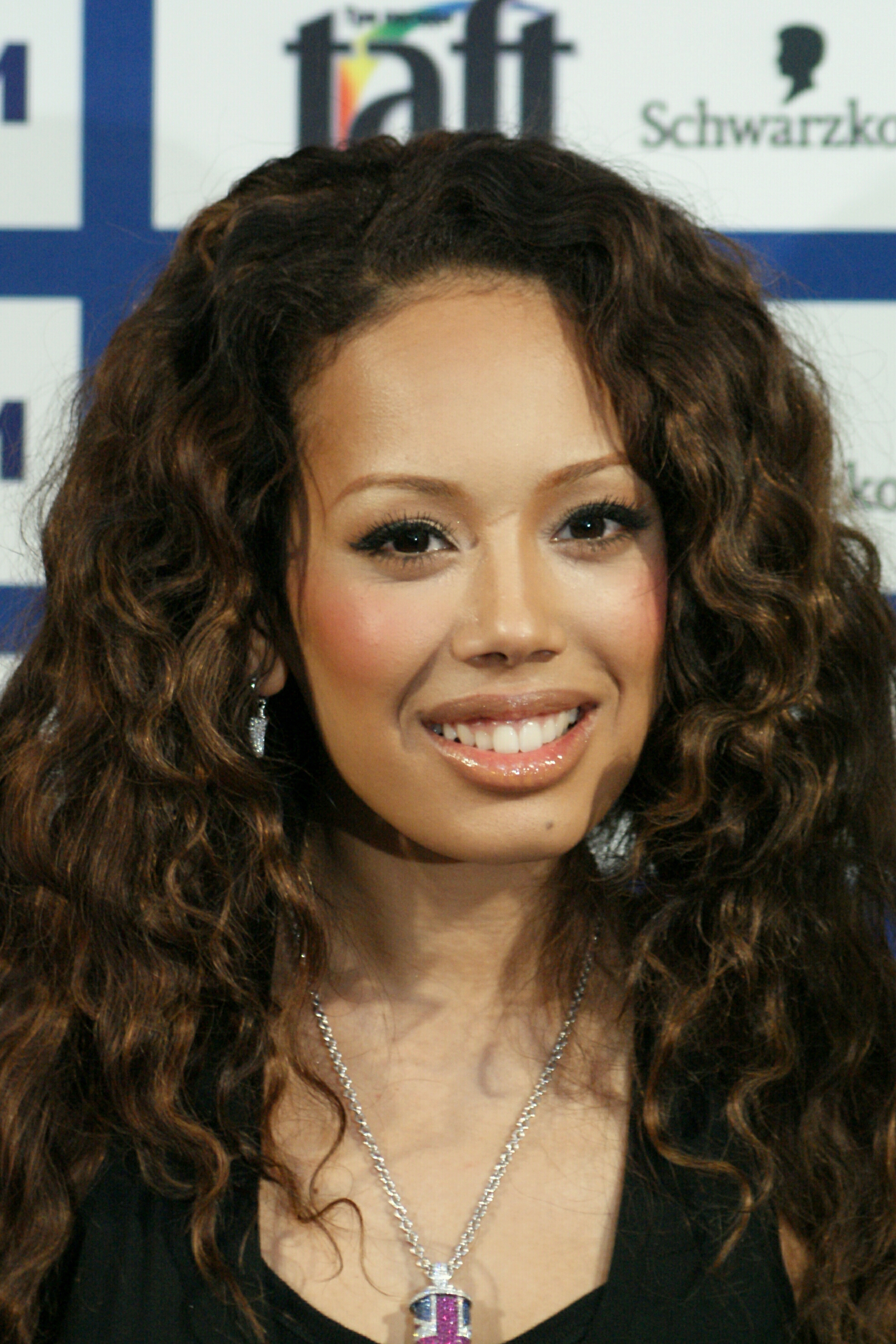
Jade Ewen

- Giada Benazzi, pallavolista italiana
- Giada Borgato, ciclista su strada e pistard italiana
- Giada Colagrande, regista, attrice e sceneggiatrice italiana
- Giada Desideri, attrice italiana
- Giada Gallina, atleta italiana
- Giada Perissinotto, fumettista italiana

### Variante Jade

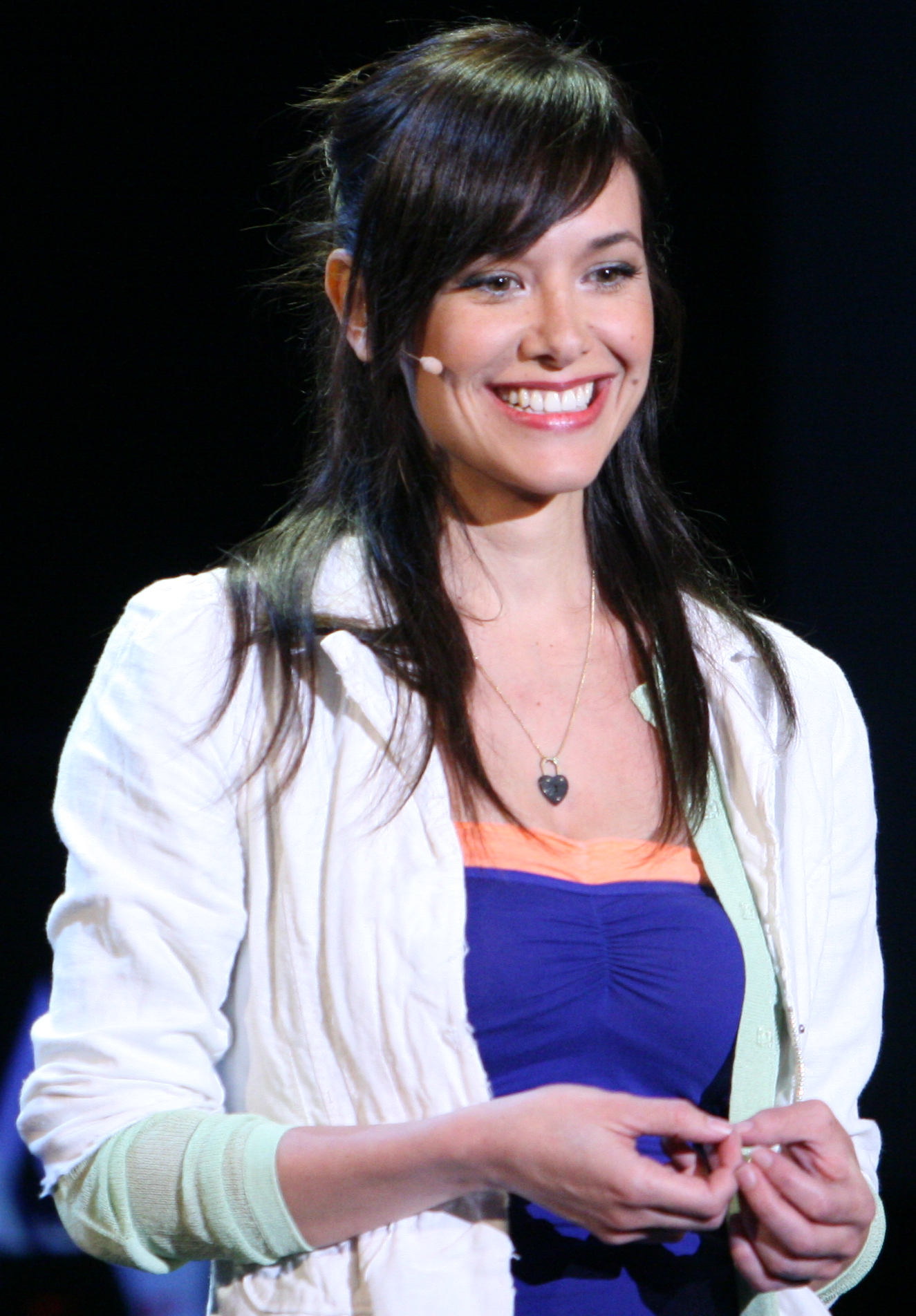
Jade Raymond

- Jade Ewen, attrice e cantante britannica
- Jade Goody, personaggio televisivo britannico
- Jade Jones, taekwondoka britannica
- Jade Laroche, pornoattrice e showgirl francese
- Jade Mandorino, ballerina svizzera
- Jade Marcela, pornoattrice statunitense
- Jade Raymond, programmatrice canadese
- Jade Villalon, cantante e attrice statunitense

### Altre varianti femminili
- Jada Fire, pornoattrice statunitense
- Jayde Nicole, modella canadese
- Jada Pinkett Smith, attrice e cantante statunitense

### Variante maschile Jade
- Jade North, calciatore australiano

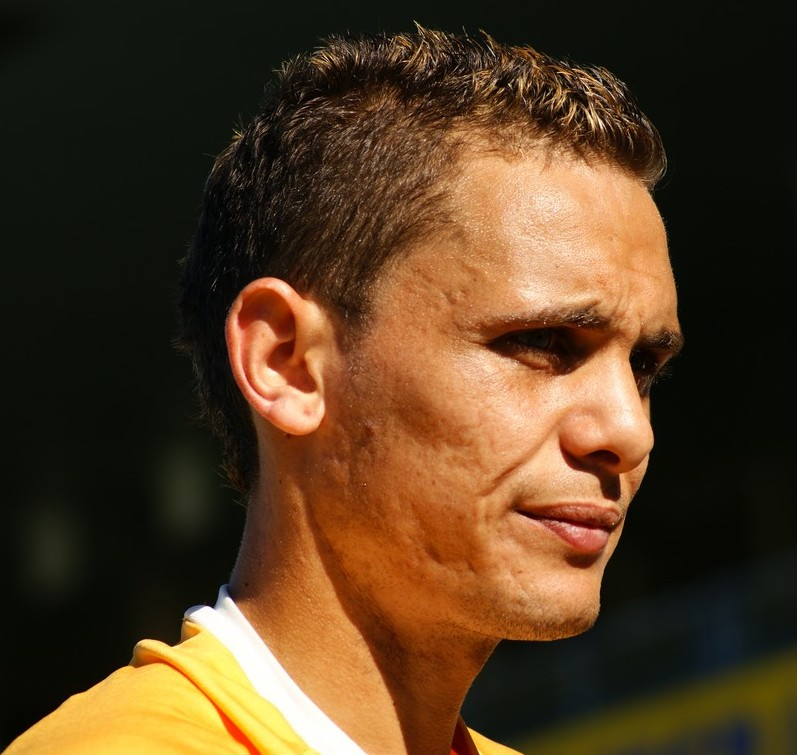
Jade North

- Jade Puget, chitarrista statunitense

## Il nome nelle arti
- Jade LaFontaine è uno dei personaggi della telenovela Violetta.
- Jade West è un personaggio della serie televisiva Victorious.
- Jade Nova è un personaggio dei fumetti DC Comics.
- Giada è una canzone di Francesco Sarcina.